# Guèitas e la Bastida
Guèitas e La Bastida (en francès Gueytes-et-Labastide) és un municipi francès situat al departament de l'Aude i a la regió d'Occitània.